# 2010년 전국체육대회
제91회 전국체육대회는 2010년 10월 6일부터 2010년 10월 12일까지 대한민국 경상남도 일원에서 개최하였다.
대회기 및 우승기가 변경되었다. (새 KOC 휘장, IOC기 입장과 기 게양시 올림픽 찬가 연주)

## 개요
- 대회명칭: 제91회 전국체육대회
- 개최기간: 2010년 10월 6일 ~ 2010년 10월 12일
- 개최지: 경상남도 (주개최지: 진주시)
- 구호: 하나되어 다시뛰자 경남에서 세계로
- 종별: 일반부, 대학부, 고등부
- 마스코트 : 경남이와 경이

## 종목

### 정식종목
- 축구, 야구, 농구, 배구, 핸드볼, 럭비, 하키, 세팍타크로, 소프트볼, 육상, 수영, 사이클, 궁도, 양궁, 사격, 역도, 인라인롤러, 조정, 카누, 수중 레슬링, 복싱, 씨름, 유도, 태권도, 우슈, 보디빌딩, 펜싱, 검도, 테니스, 탁구, 정구, 골프, 배드민턴, 승마, 체조, 요트, 볼링, 근대5종(펜싱,사격,수영,육상, 승마), 철인3종(수영, 사이클, 달리기), 스쿼시

### 시범종목
- 당구, 산악, 댄스스포츠

## 종합순위
개최지
| 순위 | 지역           | 점수   | 금  | 은  | 동   | 합계 |
| 1    | 경기도         | 69,440 | 147 | 133 | 146  | 426  |
| 2    | 경상남도       | 64,595 | 84  | 81  | 123  | 288  |
| 3    | 서울특별시     | 53,064 | 100 | 108 | 96   | 304  |
| 4    | 충청남도       | 45,680 | 59  | 73  | 95   | 227  |
| 5    | 경상북도       | 44,231 | 92  | 66  | 76   | 234  |
| 6    | 인천광역시     | 37,560 | 40  | 39  | 96   | 175  |
| 7    | 부산광역시     | 36,700 | 61  | 56  | 90   | 207  |
| 8    | 강원도         | 35,635 | 55  | 73  | 69   | 197  |
| 9    | 전라북도       | 33,125 | 46  | 39  | 67   | 152  |
| 10   | 전라남도       | 30,081 | 47  | 36  | 68   | 151  |
| 11   | 대구광역시     | 28,488 | 34  | 50  | 61   | 145  |
| 12   | 충청북도       | 28,035 | 41  | 35  | 55   | 131  |
| 13   | 대전광역시     | 27,579 | 40  | 43  | 47   | 119  |
| 14   | 광주광역시     | 22,663 | 32  | 40  | 47   | 119  |
| 15   | 울산광역시     | 22,263 | 32  | 40  | 47   | 111  |
| 16   | 제주특별자치도 | 8,435  | 26  | 19  | 27   | 72   |
| 총계 | 총계           | 총계   | 933 | 921 | 1235 | 3085 |

### 최우수 선수상
최우수 선수상은 한국체육기자연맹 기자단의 투표로 결정된다.
- 최우수 선수상(MVP) : 최혜라 (경기도/수영), 이주영 (경상남도/수영)

- 접영, 개인혼영과 배영에서 각각 한국신기록 2개와 3개 수립